# Голозубинецька сільська рада
Голозубинецька сільська́ ра́да — адміністративно-територіальна одиниця та орган місцевого самоврядування в Дунаєвецькому районі Хмельницької області. Адміністративний центр — село Голозубинці.

## Загальні відомості
Голозубинецька сільська рада утворена в 1925 році.
- Територія ради: 20,753 км²
- Населення ради: 1 066 осіб (станом на 2001 рік)
- Територією ради протікає річка Студениця

## Населені пункти
Сільській раді підпорядковані населені пункти:
- с. Голозубинці

## Склад ради
Рада складається з 16 депутатів та голови.
- Голова ради: Нечипорук Іван Олександрович
- Секретар ради: Михайлова Неля Віталіївна

### Керівний склад попередніх скликань
| Прізвище, ім'я, по батькові  | Основні відомості                                                 | Дата обрання | Дата звільнення |
| ---------------------------- | ----------------------------------------------------------------- | ------------ | --------------- |
| Шевчук Володимир Феліксович  | Сільський голова, 1954 року народження, освіта вища               | 26.03.2006   | 31.10.2010      |
| Шевчук Володимир Феліксович  | Сільський голова, 1954 року народження, освіта вища, безпартійний | 31.10.2010   | 09.09.2012      |
| Нечипорук Іван Олександрович | Сільський голова, 1989 року народження, освіта вища, позапартійна | 09.09.2012   |                 |

Примітка: таблиця складена за даними сайту Верховної Ради України

### Депутати
За результатами місцевих виборів 2010 року депутатами ради стали:

#### За суб'єктами висування
| Суб'єкт висування           | Кількість обраних депутатів | %    |
| --------------------------- | --------------------------- | ---- |
| Самовисування               | 15                          | 93,8 |
| Партія «Демократичний Союз» | 1                           | 6,3  |

#### За округами
| № округу                    | Прізвище, ім'я, по батькові      | Дата визнання обраним | Освіта             | Партійна приналежність           | Відомості про обраного депутата                                          |
| --------------------------- | -------------------------------- | --------------------- | ------------------ | -------------------------------- | ------------------------------------------------------------------------ |
| Партія «Демократичний Союз» |                                  |                       |                    |                                  |                                                                          |
| 3                           | Чепурний Юрій Петрович           | 04.11.2010            | середня            | член Партії «Демократичний Союз» | приватний підприємець                                                    |
| Самовисування               |                                  |                       |                    |                                  |                                                                          |
| 1                           | Колеснікова Оксана Олександрівна | 04.11.2010            | середня            | позапартійна                     | тимчасово не працює                                                      |
| 2                           | Устимчук Руслана Віталіївна      | 04.11.2010            | середня спеціальна | позапартійна                     | Голозубинецький дитячий садок «Сонечко», вихователь                      |
| 4                           | Матвеєва Надія Василівна         | 04.11.2010            | середня            | позапартійна                     | пенсіонер                                                                |
| 5                           | Михайлова Неля Віталіївна        | 04.11.2010            | вища               | позапартійна                     | Голозубинецька сільська рада, секретар виконкому                         |
| 6                           | Коваль Богдан Михайлович         | 04.11.2010            | вища               | позапартійний                    | тимчасово не працює                                                      |
| 7                           | Курамаєва Галина Францівна       | 04.11.2010            | середня спеціальна | позапартійна                     | пенсіонер                                                                |
| 8                           | Гаврішко Марія Василівна         | 04.11.2010            | вища               | позапартійна                     | Голозубинецька загальноосвітня школа І-ІІІ ст., директор                 |
| 9                           | Блажеєв Віктор Володимирович     | 04.11.2010            | середня спеціальна | позапартійний                    | тимчасово не працює                                                      |
| 10                          | Чепурний Євген Павлович          | 04.11.2010            | середня спеціальна | позапартійний                    | приватний підприємець                                                    |
| 11                          | Фурман Надія Яківна              | 04.11.2010            | середня спеціальна | позапартійна                     | Голозубинецький дитячий садок «Сонечко», завідувач                       |
| 12                          | Казімірова Людмила Петрівна      | 04.11.2010            | середня спеціальна | позапартійна                     | ХФ ВАТ Укртелеком м. Дунаївці, оператор                                  |
| 13                          | Михальчук Римма Сергіївна        | 04.11.2010            | середня спеціальна | позапартійна                     | Голозубинецька обласна протитуберкульозна лікарня, медична сестра        |
| 14                          | Щербата Галина Петрівна          | 04.11.2010            | середня            | позапартійна                     | тимчасово не працює                                                      |
| 15                          | Корольова Людмила Яківна         | 04.11.2010            | вища               | позапартійна                     | Голозубинецька загальноосвітня школа І-ІІІ ст., вчитель                  |
| 16                          | Арцаблюк Юлія Броніславівна      | 04.11.2010            | середня спеціальна | позапартійна                     | Голозубинецька обласна протитуберкульозна лікарня, старша медична сестра |